# ویلا سرانو
ویلا سرانو (به اسپانیایی: Villa Serrano) یک شهر در بولیوی است که در استان بلیساریو بوئتو واقع شده‌است. ویلا سرانو ۲٬۸۷۷ نفر جمعیت دارد و ۲٬۱۲۲ متر بالاتر از سطح دریا واقع شده‌ است .